# Manaka Iwami
Manaka Iwami (石見 舞菜香 Iwami Manaka?,  Prefectura de Saitama, Japón, 30 de abril de 1998) es una actriz de voz japonesa, afiliada a Pro-Fit. El 9 de marzo de 2019, Iwami fue galardonada con el Seiyū Award en la categoría de "mejor actriz nueva", premio que le fue otorgado junto a Kaede Hondo, Tomori Kusunoki, Coco Hayashi y Rina Honizumi.

## Filmografía

### Anime
- Children of the Whales (2017), Rikosu[3]
- Gamers! (2017), Chiaki Hoshinomori[4]
- New Game!! (2017), Hotaru Hoshikawa[5]
- Re:Creators (2017), Talker, Erina
- Shuumatsu Nani Shitemasu ka? Isogashii desu ka?Sukutte Moratte Ii desu ka?, Nyx Seniorious, Lakhesh[6]
- Tsuki ga Kirei (2017), Miyamoto Aira
- Urahara (2017), Kotoko Watatsumugi[7]
- Yuki Yuna is a Hero: Washio Sumi Chapter
- Kakuriyo no Yadomeshi (2018), Chibi
- Tada-kun wa Koi o Shinai (2018), Teresa Wagner[8]
- Rokuhōdō Yotsuiro Biyori (2018), Kotsuru Tenshin (ep. 2, 7)
- Phantom in the Twilight (2018), Mu Shinyao
- Tenrou: Sirius the Jeager (2018), Saki Hanada (ep. 3)
- Fruits Basket (2019), Tōru Honda
- The Ones Within (2019), Himiko Inaba
- Magia Record (2020), Ui Tamaki
- Love Live! Nijigasaki High School Idol Club  (2020), Christina
- Log Horizon: Entaku Houkai (2021), Lelia Mofur
- Higehiro (2021), Yuuko Masaka
- Fumetsu no Anata e (2021), Rean
- Magia Record Season 2 (2021), Ui Tamaki
- Tokyo 24-ku (2022), Asumi Suidō
- Spy × Family (2022), Millie
- Kuro no Shōkanshi (2022), Efil
- Akiba Maid Sensō (2022), Nerula
- Otonari no Tenshi-sama ni Itsunomanika Dame Ningen ni Sareteita Ken (2023), Mahiru Shiina
- Tensei Ōjo to Tensai Reijō no Mahō Kakumei (2023), Euphyllia Magenta
- Oshi no Ko (2023), Akane Kurokawa

### Películas animadas
- Maquia: When the Promised Flower Blooms (2018), Makia

### Web anime
- Monster Strike (2017), Chica

### Videojuegos
- Othellonia (2016), Radola[9]
- Uma Musume Pretty Derby (2018), Rice Shower
- Magia Record (2019), Ui Tamaki
- Fire Emblem: Three Houses (2019), Ingrid Brandl Galatea
- Arknights (2019), Exusiai / Warfarin
- Genshin Impact (2020), Amber
- Guilty Gear Strive(2021), Bridget
- Fate/Grand Order (2022), Huyan Zhuo